# Théâtre de marionnette en Tchécoslovaquie
 (avril 2020).
- Si vous ne connaissez pas le sujet, laissez ce bandeau (vous pouvez alors contacter les auteurs).
- Si vous supprimez le contenu mis en cause (vous pouvez préalablement contacter les auteurs),

argumentez précisément cette suppression dans la page de discussion
(un manque de référence n'est pas un argument ; une recherche réelle de référence doit avoir été effectuée, être formellement documentée).
 (mars 2020).
Si vous disposez d'ouvrages ou d'articles de référence ou si vous connaissez des sites web de qualité traitant du thème abordé ici, merci de compléter l'article en donnant les références utiles à sa vérifiabilité et en les liant à la section « Notes et références ».
 (avril 2020).

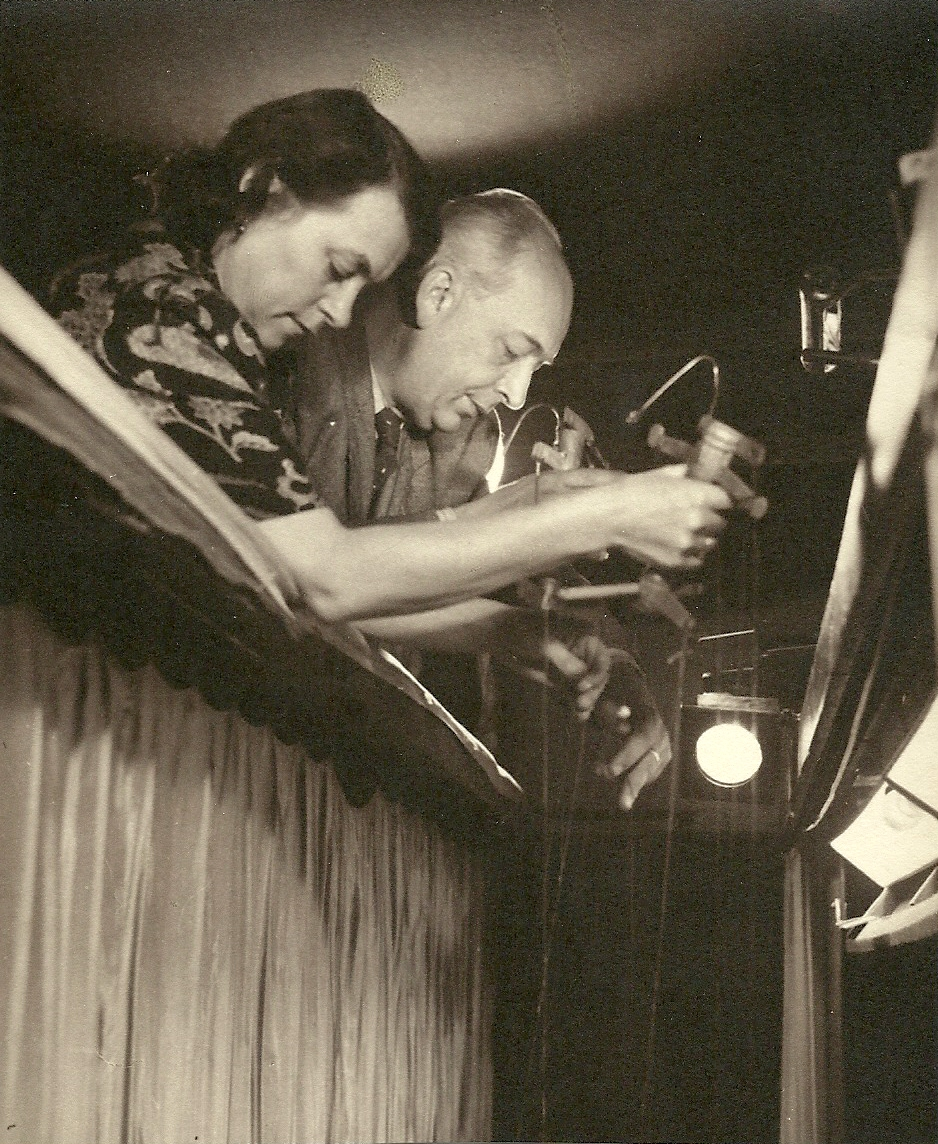
Josef Skupa et sa femme tirant les ficelles d'une marionnette.

Prague et la République tchèque possèdent une forte tradition de théâtre de marionnettes, qui remonte au Moyen Âge. Cette tradition connaît une forte modernisation dans la seconde moitié du XVIIIe siècle. Matěj Kopecký, marionnettiste du XIXe siècle, est élevé comme héros national tchèque. La marionnette est très présente dans l'identité nationale tchèque, les spectacles de marionnettes étant typiquement joués en langue tchèque. Le théâtre de marionnettes connaît une effervescence très importante en Tchécoslovaquie après la Révolution russe.  Ce théâtre de marionnette attire un public plus populaire que le théâtre d’acteur en illustrant le quotidien et en défendant une actualité du théâtre.

## L'âge d'or du théâtre de marionnette tchécoslovaque (1920-1930)
Plzeň devient un centre du théâtre de marionnettes avec l’ouverture du Théâtre de marionnettes des Campeurs en 1913. Karel Novàk et Karel Novák (1862–1940), grands marionnettistes tchèques, rejoint ce théâtre en tant que membre honoraire et inspirera les créations présentées dans celui-ci. En 1917, Josef Skupa rejoint également le théâtre pour devenir la personnalité centrale du groupe. Skupa défend un théâtre de marionnettes pour tous, ouvert à un public de tous âges et de tous milieux. Avec les Campeurs, il propose pendant la Seconde Guerre mondiale des spectacles politiques, profitant de la désintérêt des censeurs pour le théâtre de marionnettes. Ces spectacles, qui parlent d’actualité, comme de la chute de l’empire austro-hongrois, connaissent un grand succès.
Après la guerre, les théâtres de marionnettes se multiplient, atteignant 3000 théâtres dans tout le pays. Ils s’installent dans des écoles, salles municipales et centres Sokol et complexifient progressivement les appareils scéniques en s’appropriant leurs locaux. Les marionnettistes s’accompagnent de dessinateurs, sculpteurs et artistes en tous genres pour proposer des spectacles populaires et prestigieux. Naissent de cet engouement et de ces collaborations plusieurs théâtres de marionnettes sédentaires et permanents possédant des buts artistiques précis, cherchant à se différencier des théâtres plus populaires. Le Théâtre de marionnettes des Campeurs devient un de ces théâtres et Skupa décide de créer deux marionnettes, Spejbl et Hurvínek, qui deviendront son emblème. Ce théâtre garde un public populaire, se joue toujours en langue tchèque et couvre une très grande variété de répertoire, allant de la mise en scène des légendes du folklore tchèque à celle d'histoires modernes. Les spectacles reprennent régulièrement les figures de pièces du théâtre des couches aisées pour les réutiliser dans les histoires. Ce théâtre implique énormément le public et de nombreux spectacles possèdent des passages dialogués public-marionnette. Le rôle de l'acteur est très important dans ce théâtre, il possède une place grandissante. Plusieurs spectacles proposent également des parties improvisées.
Petr Grigorʹevič Bogatyrev, qui étudie ce théâtre, note de nombreux points communs avec le théâtre populaire russe, dans l'utilisation de l'humour, des effets linguistique et de la dégradation du langage des élites.

## Influence du théâtre de marionnettes
Ce théâtre vient influencer de nombreux dramaturges et metteurs en scène tels que Vsevolod Meyerhold, Nicolas Evreïnoff, Aleksandr Tairov, George Bernard Shaw ou encore le théoricien du théâtre Edward Gordon Craig.